# イヴの総て

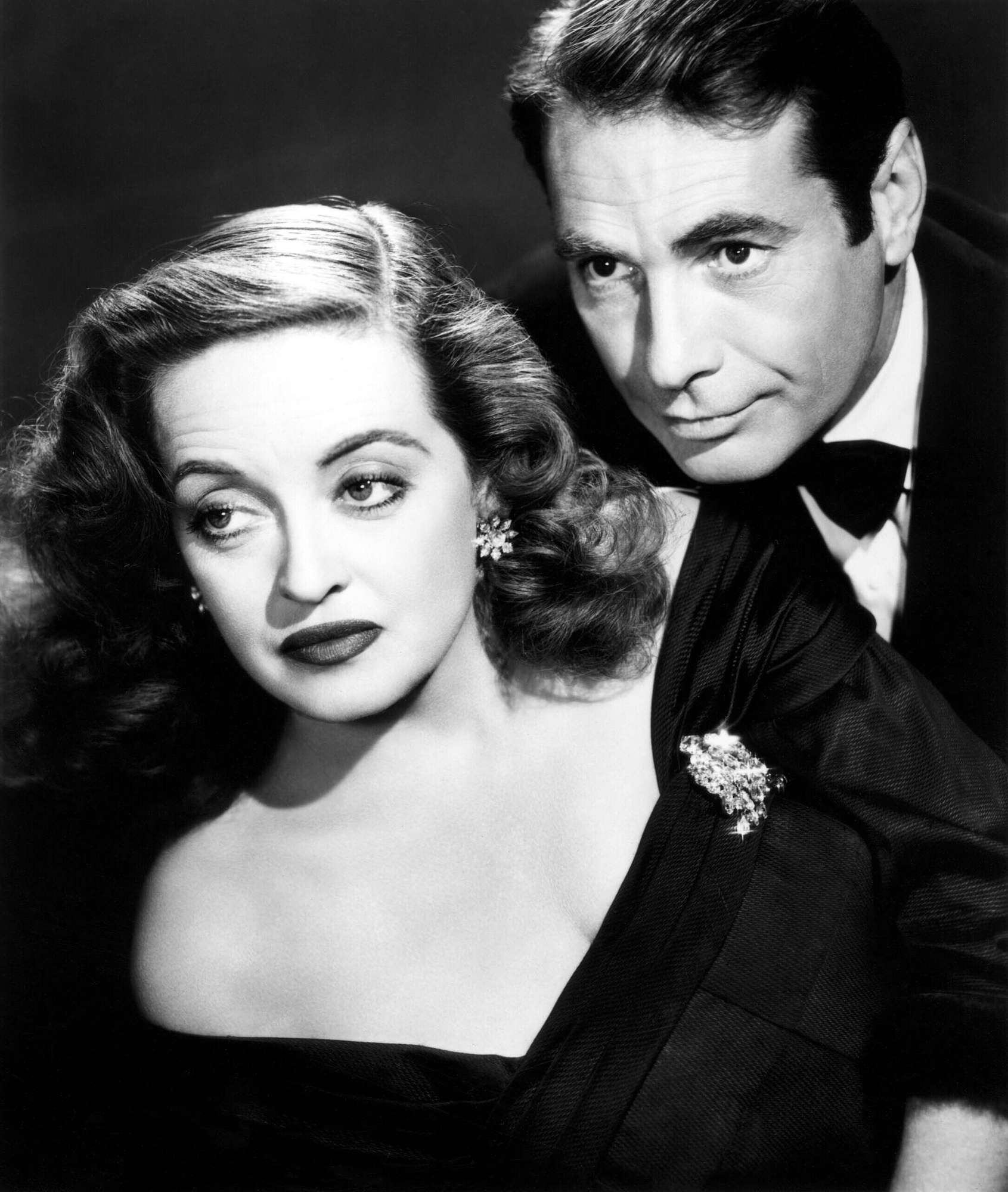
ベティ・デイヴィス(左)とゲイリー・メリル

『イヴの総て』（イヴのすべて、原題：All About Eve ）は、1950年公開のアメリカ映画。監督はジョセフ・L・マンキーウィッツ。

## 概要

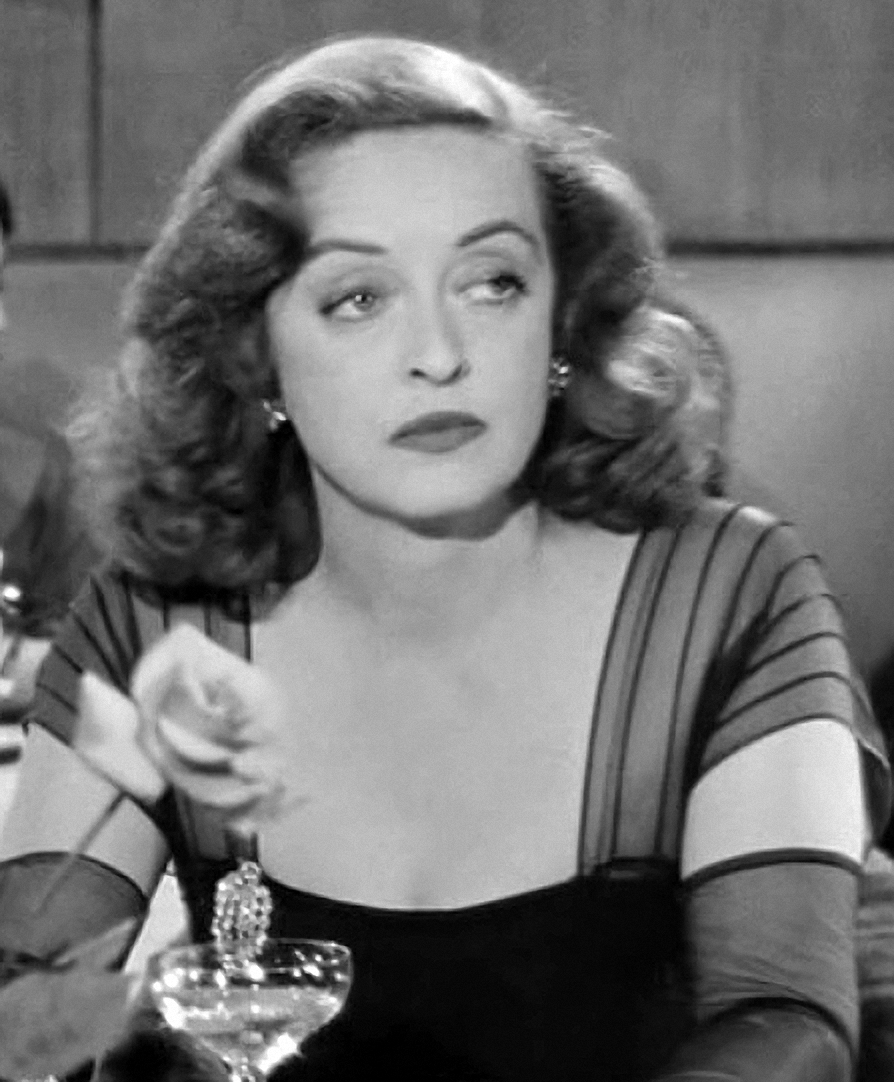
主役のマーゴ・チャニングを演じるベティ・デイヴィス

実在の女優エリザベート・ベルクナーをモデルとした、メアリー・オアの1946年の短編小説 "The Wisdom of Eve" を原作としている。
ブロードウェイの裏側を見事に描ききり、アカデミー賞では、作品賞をはじめとして6部門で受賞。カンヌ国際映画祭でも審査員特別賞と女優賞を受賞した。
監督のマンキーウィッツは脚本も担当。前年のアカデミー賞において『三人の妻への手紙』に続いてアカデミー監督賞と脚本賞を受賞。2年連続で4つのアカデミー賞を一人の人間が獲得したのは後にも先にもマンキーウィッツただ一人である。
当初、マーゴ役はクローデット・コルベールが演じる予定だったが、怪我のために降板。スーザン・ヘイワードやマレーネ・ディートリヒ、バーバラ・スタンウィックの名前も挙がったが、脚本を読んで気に入ったベティ・デイヴィスが演じ、彼女の代表作となった。
チャンスを狙う新人女優役として、無名時代のマリリン・モンローが出演。後のモンローのブレイクとリンクする作品として、今日では極めて重要視されている。
『青春の抗議』、『黒蘭の女』に続いて3度目のオスカー受賞かと言われたデイヴィスだが、共演のアン・バクスターが所属会社フォックスの力を借りて主演女優賞にノミネートされ、結局、票が二つに割れたことで、二人とも受賞は叶わなかった（受賞はジュディ・ホリデイ）。
1970年にブロードウェイミュージカルとなり『アプローズ』（「拍手喝采」の意味）のタイトルで公演された。この作品は1970年のトニー賞最優秀作品賞をはじめ主要5部門を受賞。 初演のマーゴ役はローレン・バコールで、ミュージカル初出演でありながら主演女優賞を獲得したが、映画でイヴ役を演じたアン・バクスターがわずか1年でマーゴ役を引き継ぎ、実際の配役の上でも追う者と追われる者のドラマがあった。1972年には劇団四季により日本で公演されている。

## あらすじ
アメリカ演劇界最高の栄誉であるセイラ・シドンス賞が、新進女優イヴ・ハリントンに与えられた。満場の拍手のうち、イヴの本当の姿を知る数人だけは、複雑な表情で彼女の受賞を見守るのだった…。
田舎から出てきた女優志望のイヴは、ブロードウェイの大女優のマーゴの付き人となる。自分の大ファンだというイヴに目をかけるマーゴだったが、イヴは次第に本性を表してゆき、批評家やマーゴの周りにいる人々に取り入ってゆく。ある日、出るはずの舞台に間に合わなかったマーゴの代役として出演するチャンスをつかみ、イヴは批評家たちから絶賛される。これを皮切りに、劇作家や有名批評家に巧く取り入り、マーゴまでも踏み台にしてスター女優へのし上がっていく。

## キャスト
| 役名                   | 俳優                 | 日本語吹替 | 日本語吹替           | 日本語吹替               |
| 役名                   | 俳優                 | NET版      | テレビ東京版         | PDDVD版                  |
| ---------------------- | -------------------- | ---------- | -------------------- | ------------------------ |
| マーゴ・チャニング     | ベティ・デイヴィス   | 奈良岡朋子 | 後藤加代             | 宮寺智子                 |
| イヴ・ハリントン       | アン・バクスター     | 池田昌子   | 山崎美貴             | 小林さやか               |
| アディソン・ドゥイット | ジョージ・サンダース | 中村正     | 石塚運昇             | 土師孝也                 |
| ビル・サンプソン       | ゲイリー・メリル     | 臼井正明   | 寺杣昌紀             | 牛山茂                   |
| カレン・リチャーズ     | セレステ・ホルム     | 加藤道子   | 日野由利加           | 小林優子                 |
| ロイド・リチャーズ     | ヒュー・マーロウ     |            | 鈴置洋孝             | 最上嗣生                 |
| マックス・フェビアン   | グレゴリー・ラトフ   | 富田耕生   | 稲垣隆史             | 岩田安生                 |
| バーディ               | セルマ・リッター     |            | 瀬畑奈津子           | 村上あかね               |
| カズウェル             | マリリン・モンロー   | 向井真理子 | かないみか           | 小林美穂                 |
| フィービー             | バーバラ・ベイツ     |            |                      |                          |
| 日本語版スタッフ       |                      |            |                      |                          |
| 演出                   | 演出                 |            | 福永莞爾             | 羽田野千賀子             |
| 翻訳                   | 翻訳                 |            | 伊原奈津子           | 二木京子                 |
| 調整                   | 調整                 |            | 長井利親             | 遠西勝三                 |
| 効果                   | 効果                 |            | リレーション         |                          |
| プロデューサー         | プロデューサー       |            | 久保一郎 戸張涼      | 椿淳                     |
| 制作                   | 制作                 |            | ムービーテレビジョン | ミックエンターテイメント |

- NET版：初回放送1970年3月15日『日曜洋画劇場』
- テレビ東京版：初回放送2000年3月12日『20世紀名作シネマ』（13:00-15:55）※20世紀フォックス正規盤DVD・BDに収録、ノーカット。

## 主な受賞歴
- アカデミー賞（1950年）
  - 作品賞：ダリル・F・ザナック
  - 助演男優賞：ジョージ・サンダース
  - 監督賞：ジョセフ・L・マンキーウィッツ
  - 脚本賞：ジョセフ・L・マンキーウィッツ
  - 衣裳デザイン賞（白黒）：イーディス・ヘッド
  - 録音賞